# Negra consentida (película)
Negra consentida es una película de comedia musical y drama mexicana de 1949 dirigida por Julián Soler y protagonizada por Meche Barba y Ramón Armengod. Esta película está basada en el tema musical homónimo de Joaquín Pardavé.

## Argumento
Aurora (Beatriz Ramos), una recatada solterona recibe la visita de su hermana, La Negra (Meche Barba), una joven liberada que viene de los Estados Unidos y quien desea a toda costa que se case. La Negra trastorna la vida de todas las personas que la rodean, y se enamora de Ramón (Ramón Armengod), un compositor y director de orquesta.

## Reparto
- Meche Barba ... La Negra
- Ramón Armengod ... Ramón
- Beatriz Ramos ... Aurora
- José María Linares Rivas ... Don Alfonso Calderón
- Patricia Morán ... Marta
- Dolores Camarillo ... Nana
- Pepe Martínez ... Mesero
- Natalia Ortíz ... Sebastiana
- Josefina del Mar ... Sandra
- Las Hermanas Julián ... Intervención musical